# Michael Spence
Andrew Michael Spence (født 7. november 1943) er en amerikansk økonom. Han modtog Nobelprisen i økonomi i 2001 sammen med George Akerlof og Joseph Stiglitz for sine bidrag til at analysere konsekvenserne af asymmetrisk information i en markedsøkonomi. 

## Baggrund
Michael Spence blev født i Montclair i delstaten New Jersey Han blev uddannet i Toronto, i Oxford, på Princeton University og på Harvard, hvorfra han fik sin Ph.D.-grad i 1972. Blandt hans vejledere var Thomas Schelling og Kenneth Arrow. Han var lektor i økonomi på Stanford 1973-75 og professor og dekan sammesteds 1990-99, professor på Harvard 1975-90, og har siden 1910 været professor på New York University.
Ud over arbejdsmarkeds- og mikroøkonomi har han bl.a. beskæftiget sig med udviklingsøkonomi. 2006-10 var han formand for den uafhængige amerikanske vækstkommission (Commission on Growth and Development). Han har i 2011 skrevet debatbogen The Next Convergence: The Future of Economic Growth in a Multispeed World om de globale udfordringer og udsigterne for verdens økonomiske vækst i de kommende årtier.
Siden 2008 har han været fast bidragyder til Project Syndicate, en hjemmeside med klummer af diverse videnskabsfolk og andre kendisser om den globale udvikling.

## Forskning
Spence er formodentlig mest kendt for sin model for signalering på arbejdsmarkedet, som satte gang i en enorm mængde forskning inden for dette delområde af kontraktteori. I denne model signalerer lønmodtagere deres evner til arbejdsgiverne ved at yde en indsats (og dermed mentale, tidsmæssige og/eller økonomiske omkostninger) for at skaffe sig et bestemt uddannelsesniveau. Virksomheder vil betale en højere løn til ansatte med en relativt høj uddannelse, fordi de ved, at andelen af ansatte med høje evner er større blandt de højtuddannede, da det er forbundet med mindre besvær for denne gruppe at tage en lang uddannelse, end det er for lønmodtagere med dårligere evner. For at få modellen til at fungere er det ikke nødvendigt, at uddannelse har nogen selvstændig værdi i form af at dygtiggøre dem, der tager den. Det er tilstrækkeligt, at den kan sende et signal om afsenderen (lønmodtageren) til modtageren (arbejdsgiveren).